# دنیس بیلی (بازیکن فوتبال، زاده ۱۹۶۵)
دنیس بیلی (انگلیسی: Dennis Bailey؛ زادهٔ ۱۳ دسامبر ۱۹۶۵) بازیکن فوتبال اهل بریتانیا است.
از باشگاه‌هایی که در آن بازی کرده‌است می‌توان به باشگاه فوتبال تاموورث، باشگاه فوتبال چارلتون اتلتیک، باشگاه فوتبال استراتفورد تاون، باشگاه فوتبال کریستال پالاس، باشگاه فوتبال کویینز پارک رنجرز، باشگاه فوتبال فولام، باشگاه فوتبال گیلینگام، باشگاه فوتبال چلتنهام تاون، باشگاه فوتبال بریستول راورز، باشگاه فوتبال لینکولن سیتی، باشگاه فوتبال بیرمنگام سیتی، باشگاه فوتبال برنتفورد، باشگاه فوتبال واتفورد، باشگاه فوتبال فارن‌بورو، باشگاه فوتبال استافورد رانجرز و باشگاه فوتبال فارست گرین راورز اشاره کرد.